# Josep Maria Riera i Alfaras
Josep Maria Riera i Alfaras (Fuirosos, Montnegre, 1896 – Sant Celoni, 1972) fou alcalde de Sant Celoni entre l'1 de febrer de 1934 i el 25 d'agost de 1936 i entre el 9 de febrer de 1939 i el 7 de desembre de 1949.
Propietari de can Riera de Fuirosos, Josep Maria Riera i Alfaras residia a Sant Celoni des de 1903. Fou membre de la Lliga Regionalista, vinculat al Círcol Autonomista la Constància (cal Xarric), i, des del 1930, de l'Institut Agrícola Català de Sant Isidre (IACSI), l'associació creada per defensar els interessos dels grans propietaris rurals catalans; per altra banda, el 1930 fou vicepresident de l'Ateneu, en la fundació del qual va col·laborar, igual com també va presidir la Junta del Patronat del Col·legi Verge del Puig des de 1929 fins que es dissolgué, el 1959, quan els germans de la Salle adquiriren l'escola.
Josep Maria Riera i Alfaras fou alcalde de Sant Celoni en dues ocasions:
- En temps de la República, entre 1934 i 1936

- Durant el franquisme, des de 1939 fins a 1949

Durant el seu primer mandat l'Ajuntament contribuí a la construcció dels ponts o passeres per travessar la Tordera a ca l'Oller de Fuirosos, can Draper i la font de Bocs (1934). El 1935 s'acordà construir una escola a la Batllòria i es va concertar un préstec per col·laborar amb la Direcció General de Primer Ensenyament a edificar un grup escolar a Sant Celoni al lloc on hi havia l'antic cementiri, i per dur a terme les obres projectades de reformes urbanes.
El 1939 tornà a ser alcalde després que durant uns dies Felip Portillo, cap local de FET y de las JONS, va presidir la comissió gestora provisional des de l'entrada de les tropes franquistes el 31 de gener de 1939. En aquest segon mandat, Riera va menar una política conciliadora mirant d'aturar les denúncies contra persones significades en el bàndol republicà. Sota el seu govern municipal, es reconstruí l'església (1940), destruïda durant la Guerra, començà l'edificació d'una nova caserna de la Guàrdia Civil (1944) i s'iniciaren les gestions per fer el pont de la Batllòria sobre la Tordera (1946). El 1945 s'enderrocà un edifici de la plaça de la Vila per eixamplar el carrer Torras i Bages i es van adquirir els terrenys de l'actual plaça de l'Estació i del camp municipal d'esports, igual com també fou urbanitzat el passeig dels Esports (1944) i es potencià la instal·lació de noves indústries, com ara Derivados Forestales (1942) o Industrias PRF (1947). En el camp de l'ensenyament, l'Ajuntament col·laborà en la represa de l'activitat educativa dels germans de la Salle (1939), interrompuda durant la Guerra, i l'alcalde va fer gestions per tornar a obrir una escola de monges per a les noies (1941), que començà el 1942 amb l'establiment de les Missioneres del Cor de Maria a can Pedro.